# Dancing for the Devil - Storia di una setta su TikTok
Dancing for the Devil - Storia di una setta su TikTok è una docuserie americana, pubblicata nel 2024 e diretta da Derek Doneen, sulle accuse di comportamento settario mosse contro la società di talent management 7M Films. La serie copre la storia di 7M Films e del fondatore Robert Shinn, ma soprattutto le accuse di comportamento abusivo e sfruttamento finanziario rivolte ad essi.
La serie si concentra sulle accuse mosse da numerosi ex clienti di 7M e membri della Shinn's Shekinah Church, un'organizzazione legata alla 7M tramite il suo capo Robert Shinn. Queste accuse includono abusi fisici e sessuali, nonché accuse secondo cui 7M e la Shekinah Church avrebbero prelevato fino all'80% della retribuzione lorda dei propri clienti-membri tramite una serie di tasse e di donazioni alla Chiesa. La serie copre anche la vita di Miranda Derrick, precedentemente nota come Miranda Wilking, una ballerina di TikTok che ha guadagnato svariati milioni di follower realizzando video insieme a sua sorella, prima di essere reclutata da 7M e unirsi alla Shekinah Church. La sorella e i genitori di Derrick sostengono che sia stata isolata dalla loro famiglia, insieme ad altri ballerini reclutati da 7M.
7M Films ha negato le accuse sollevate nel documentario. Derrick ha rilasciato una dichiarazione sul documentario in una storia su Instagram, definendo le accuse come parte di una disputa familiare sul controllo dell'account TikTok condiviso da lei e da sua sorella, e che non poteva dire altro per via delle azioni legali in corso che lei stessa aveva iniziato. Shinn e gli altri membri della 7M hanno rifiutato di essere intervistati per il documentario.
Le riprese sono iniziate alla fine del 2022, e la serie, composta da tre episodi, è stata pubblicata su Netflix il 29 maggio 2024.